# Troy (hrabstwo Sauk)
Troy – miasto w Stanach Zjednoczonych, w stanie Wisconsin, w hrabstwie Sauk.